# Символы веры Антиохийского собора 341 года
Символы веры Антиохийского собора 341 года — четыре символа веры, принятые на Антиохийском соборе 341 года. Их принятие стало важной вехой в начальный период арианского спора в IV веке.

## Исторический контекст
Согласно решениям Первого Никейского собора 325 года арианство было осуждено, а сам Арий сослан. Через некоторое время среди консервативно настроенных епископов сформировалась группа его сторонников во главе с Евсевием Кесарийским и Евсевием Никомидийским (евсевиане), объединённую скорее не единством убеждений, а враждебностью к Никейскому Символу веры и его главному защитнику Афанасию Александрийскому. В первый раз евсевиане сделали попытку сформулировать свои убеждения на Антиохийском соборе в 341 году. Среди участников были Евсевий Никомедийский, его давние (Марий Халкидонский, Наркисс Неронийский, Патрофил Скифопольский) и недавние (Македоний Мопсуестийский, Феодор Гераклейский, Дианий из Кесарии Каппадокийской) соратники, заменившие Афанасия и Маркелла Григорий Каппадокийский и Василий Анкирский, преемник незадолго до этого умершего церковного историка Акакий Кесарийский, Евдоксий Германикийский, Евсевий Эмесский и Георгий Лаодикийский. Важный возможный сторонник «никейцев» Максим Иерусалимский в соборе не участвовал.
Это собрание епископов, самое представительное со времён Никейского собора, продемонстрировало согласие в двух основных вопросах: отказ в ответ на требования папы Юлия I и осуждение учения, приписываемого Маркеллу Анкирскому. На нём были сформулированы четыре догматические формулы. Их текст сохранился в «Послании о Соборах, бывших в Аримине италийском и в Селевкии исаврийской» Афанасия. Сам Афанасий так объясняет многочисленность принятых формулировок: «так как им постоянно приходилось выслушивать от всех обвинения в ереси, они пишут на соборе не одинаково, то так, то иначе».

## Первая антиохийская формула
В первой из антиохийских формул, отметая подозрения в арианстве, участники собора утверждают, что они «… и не думали быть последователями Ария. Как мы, епископы, последуем пресвитеру? Мы испытали и исследовали веру Ария и его приняли в своё общение, а не сами к нему присоединились. Мы не держимся никакой другой веры, кроме переданной от начала». Такое заявление имело целью очистить восточных епископов от подозрений, которые возникли в их отношении на Западе после того, как Афанасий Александрийский и Маркелл Анкирский бежали в Рим, где обратились за помощью к папе Юлию. Поскольку папа не был хорошо осведомлён о подробностях шедшей на Востоке полемике и знал о ней прежде всего от бежавших никейцев, в своём послании к восточным епископам он упрекал их за то, что они вступили в общение с людьми, осуждёнными как ариане. Поэтому отцы антиохийского собора далее анафематствуют основные положения учения Ария, осуждённые на Никейском соборе.
Однако, решительно отвергая обвинения в арианстве, антиохийские отцы в то же время не приняли и никейский символ, обходя молчанием учение об единосущии. Однако, по замечанию русского историка церкви А. А. Спасского, самим фактом составления нового символа веры они подчёркивают, что никейское определение они не считают соответствующим подлинному учению церкви, так как иначе новые символы были бы излишни. Они опираются на авторитет церковного предания и становятся на защиту принятого от древности от новации, которой они считают слово «единосущный». Они пишут: «Если кто учит или благовествует вопреки тому, что мы прияли и не так, передали нам св. Писание, то да будет анафема. Ибо мы истинно (и) богобоязненно веруем и следуем всему, что из Божественных Писаний передано Пророками и Апостолами». Фактически, далее излагается церковное учение о Троице, существовавшее до Никейского собора, по смыслу вполне православное, но уже устаревшее. Содержательная часть формулы выражалась словами: «И во единого Сына Божия Единородного, сущего (ὑπάρχοντα) прежде всех веков, и сосуществующего (συνόντα) родившего Его Отцу». Против учения Маркелла о конечности Царства Сына была направлена фраза «Он пребудет царём и Богом во веки».
Эта формула содержалась в письме папе Юлию, составленному в начале собора, вероятно, в середине марта 341 года, содержание которого реконструируется на основании его последующего ответа из Рима, трудов Афанасия и Сократа Схоластика. Не совсем понятно, по какой причине была создана столь бедная по содержанию формула. Возможно, она была принята по инициативе той части собравшихся епископов, которые в наибольшей степени симпатизировали взглядам Ария, тогда как другие разработали другие, более пространные символы веры. По мнению А. И. Бриллиантова формула вышла из под пера евсевиан, и в ней нет ничего, свидетельствующего об отвержении арианства. Английский богослов Джеймс Бетьюн-Бейкер полагает, что это была «арианствующая» формула, однако согласно другому современному английскому богослову Джону Келли она являлась обычной на Востоке крещальной формулой, адаптированной к нуждам данного собора.

## «Символ Лукиана»
По мнению большинства исследователей, основным достижением собора стала другая богословская формула, утверждающая «неотличимость (др.-греч. ἀ-παράλλακτος) образа» Сына. Сами участники собора назвали её «символ Лукиана» по имени пресвитера Лукиана Антиохийского (ум. в 312 году), среди многочисленных учеников которого были Арий и Евсевий Никомедийский. Если первый символ веры был быстро забыт, то «символ Лукиана» впоследствии неоднократно цитировался, на соборах в Анкире, Селевкии, в Лампсаке и в Карии. В противоположность изложенной Никейским собором вере 318 отцов, второй антиохийский символ называют также верой 97 отцов. Современник этих событий Илария Пиктавийского называл принявший её собор «собором святых». Данный символ был зачитан рядом последующих соборов, включая Халкидонский, и подтверждён римскими папами — Иоанном II, Захарией и Львом IV. По мнению А. А. Спасского назвав формулу таким образом, участники собора поставили её под защиту почитаемого на Востоке учителя, однако возможно, что основу её действительно составило лукиановское вероизложение. В тексте встречаются также выражения богословов III века Оригена и Григория Чудотворца. Считается также, что в Антиохии богословская школа Лукиана была центром оригенизма, к которому в середине IV века уже сложилось настороженное отношение.
Второй антиохийский символ является самым длинным, более 400 слов на греческом языке. В «символе Лукиана» Сын называется таким же Богом, как и Отец, «неразличимым образом сущности Отца». Из этого выражения следует, что поскольку двух абсолютно божественных сущностей быть не может, то в конечном счёте их сущности тождественны и, следовательно, Отец и Сын единосущны — не употребляя при этом самого проблемного слова ὁμοούσιος, «единосущный». В своих богословских поисках антиохийские отцы пытались найти формулировку для описания самостоятельного бытия Сына, понять его как отдельное от Отца лицо, отличную от него ипостась. О лицах Троицы говорится, что они «по ипостаси три, по согласию же одно» — сходное выражение можно найти у Оригена («Против Цельса», VIII.12), и некоторые исследователи называют этот символ оригенистским. Согласно А. Спасскому, здесь проявилось непонимание антиохийскими отцами никейского учения и неприятие его в той форме, в которой её понимало старшее поколение никейцев, отождествлявших понятие Отца и Сына, сливая их в одну ипостась. В этом антиохийские отцы видели проявление ранее осуждённого савеллианства. Несогласие с никейским учением проявляется в различении лиц Троицы по достоинству и славе, и в единстве только по согласию воли, но не по существу. В отличие от первого символа, второй не несёт следов полемики с Маркеллом Анкирским, то есть не затрагивается вопрос о продолжительности его Царства. Также в этом символе предавались анафеме те, «кто учит, вопреки здравой и прямой вере Писаний, говоря, что были или совершились времена или века прежде рождения Сына», «кто говорит, что Сын есть творение, как одно из творений, или рождение, как одно из рождений», кто «утверждает, что Сын из несущих, а не от Бога и что было время, когда Его не было».
Однако то обстоятельство, что «символ Лукиана» с одной стороны признавался значительным числом никейских богословов православным и, с другой стороны, был составлен без учёта Никейского символа с намерением его заменить и то, что некоторыми канонами собора осуждался Афанасий, привело к появлению различных теорий, пытающихся согласовать эти, как представлялось, противоречия. Среди выдвигавшихся теорий были версии о том, что в Антиохии было два собора, православный и арианский, или что второй антиохийский символ был принят ещё в 332 году. По мнению немецкого теолога К. Й. фон Гефеле, идентификация Афанасием «евсевиан» как «ариан» не являлась препятствием для принятия ими православного символа веры. Многими исследователями отмечалось сходство данного вероисповедания со взглядами Евсевия Кесарийского. По замечанию Ричарда Хэнсона, если первая формула была той верой, которую были готовы принять ариане, то вторая выражала мнение молчаливого большинства.

## Третья и четвёртая формулы
Помимо указанных, был принят ещё один, третий, символ веры, также написанный епископом Тианским Феофронием, заканчивающийся осуждением Маркелла Анкирского, Савеллия и Павла Самосатского и всех, находящихся с ними в общении, что было явно направлено против папы Юлия. Этот символ веры был написан Феофронием для того, чтобы снять с себя обвинения в неправомыслии, и потому не имел догматического значения.
Через несколько месяцев после собора, после смерти Евсевия Константинопольского, был составлен и отправлен императору Константу очередной, четвёртый, составленный в примирительных выражениях символ веры, призванный, по мнению В. В. Болотова, скрыть факт отступления от Никейского символа. Несмотря на указанный характер формулы, привёзшие её епископы не были приняты в Трире епископом Максимином. Как в первом и третьем символе богословская идея была выражена не чётко. Она содержала анафематизм на тех, кто признавал Сына несущим, и что было время, когда его не было. Эта формула была затем повторена в послании Филиппопольском соборе 343 года, «многословной формуле» 344 года и на Сирмийском соборе 351 года.

### Исследования
на английском языке
- Bethune-Baker J. F. An introduction to the early history of Christian doctrine to the time of the Council of Chalcedon. — London: Methuen & CO., 1903. — XXII, 436, [6] p.
- Hanson R. P. C. The Search for the Christian Doctrine of God: The Arian Controversy, 318—381 A.D.. — New York: Continuum International Publishing Group, 2005. — 960 p. — ISBN 0-5670-3092-X.
- Hefele K. J. A history of the Councils of the Church, from the original documents / trans. by H. N. Oxenham. — Edinburg: T. & T. Clark, 1876. — XVI, 504, [6] p.
- Kelly J. N. D. Early Christian Creeds. — 3rd ed. — London: Longman Publishing Group, 1972. — 446 p. — ISBN 0-8264-9216-6.
- Parvis S. Marcellus of Ancyra and the Lost Years of the Arian Controversy 325–345. — Oxford: Oxford University Press, 2006. — 291 p. — ISBN 978-0-19-928013-1.
- Nicene and Post-Nicene Fathers, Second Series / Edited by Philip Schaff and Henry Wace. — Buffalo, NY: Christian Literature Publishing Co., 1900. — 670 p.
- Wallace-Hadrill D. S. Christian Antioch: A Study of Early Christian Thought in the East. — Cambridge University Press, 1982. — 227 p. — ISBN 978-0-521-23425-2.

на русском языке
- Болотов В. В. История Церкви в период Вселенских Соборов. — М.: Поколение, 2007. — 720 с. — ISBN 978-5-9763-0032-3.
- Бриллиантов А. И. Лекции по истории древней церкви. — СПб.: Издательство Олега Абышко, 2007. — 480 с. — ISBN 978-5-9900890-3-7.
- Самуилов В. История арианства на латинском Западе (353—430). — СПб.: Типография Катанского, 1890. — X, 99, [2] с.
- Спасский А. А. История догматических движений в эпоху вселенских соборов. — 2-е изд. — Сергиев Посад: Издание книжного магазина М. С. Елова, 1914. — Т. I. — 648 с.